# Westport (Irsko)
Westport je menší město v hrabství Mayo v provincii Connacht na západě Irské republiky. Městské zastupitelské a správní orgány byly společně s městskými úřady v Ballině a Castlebaru k 1. červnu 2014 zahrnuty pod společnou správu v rámci zastupitelských orgánů hrabství Mayo. Ve městě žije přibližně 6 200 obyvatel.

## Geografie
Město Westport se nachází na západním pobřeží Irska při ústí řeky Carrowbeg River do zátoky Clew Bay (irsky Cuan Mó) v Atlantském oceánu. Nadmořská výška v centru města se pohybuje od jednotek po několik desítek metrů, v okrajových částech městské zástavby až do 80 m n. m. Nejvyšším bodem v okolí Westportu je cca 8 km vzdálený vrchol masívu Croagh Patricku (764 m n. m.) na jižním břehu zátoky Clew Bay.

## Historie a charakter města
Město Westport vzniklo po roce 1780 na základě záměrů majitele místního panství Johna Browna, hraběte z Altamontu a irského peera, souvisejících s úpravou okolí jeho honosného sídla Westport House. Majitel panství se rozhodl zlikvidovat původní obec Cathair na Mart (v poangličtělé verzi Cahernamart) se 700 obyvateli, aby mohl rozšířit zámecký park a zahrady kolem svého sídla. Pro své zaměstnance a nájemce pozemků pak nechali majitelé panství založit město Westport.

### Georgiánská architektura
Základní urbanistický návrh, podle něhož bylo městské jádro vybudováno v georgiánském stylu, vypracoval v roce 1780 anglický architekt James Wyatt. Centrum města tvoří promenády North Mall a South Mall podél obou břehů řeky Carrow Beg, lemované alejemi stromů, na něž v pravém úhlu navazují dvě souběžné ulice James Street a Bridge Street. Tok řeky je překlenut několika kamennými mosty. Bridge Street míří k věži s hodinami a James Street končí u Octagonu – vysokého sloupu, na jehož vrcholu je umístěna socha svatého Patrika.

### Doprava
Westport je konečnou stanicí větve Castlebar – Westport 250 km dlouhé železniční tratě Irských železnic (Córas Iompair Éireann – CIÉ) Dublin–Westport/Galway railway line o tradičním irském rozchodu 1600 mm. Nádraží ve Westportu spolu se železniční tratí společnosti Midland Great Western Railway, spojující Dublin se západním pobřežím Irska, byly uvedeny do provozu 28. ledna 1866. Původně z westportského nádraží ještě vedla železniční odbočka na Achill Island, tak však byla zrušena v roce 1937. Úsek tratě, vedoucí přes město do zastávky Westport Quay station, byl v provozu v letech 1875 – 1977. Po modernizaci železniční tratě z Castlebaru do Westportu bylo těleso původní železniční tratě z 19. století proměněno v cyklostezku.

## Pamětihodnosti v okolí

Erb markýzů ze Sligo

- Zámek Westport House – zámecký areál se nachází na levém břehu řeky Carrow Beg při jejím ústí do Westportské zátoky. Zámek nechal postavit v 18. století na místě někdejšího hradu rodu O´Malleyových podle návrhu renomovaných architektů Richarda Casselse a Jamese Wyatta plukovník John Browne, jehož předkové zbohatli jako vlastníci plantáží s otroky na Jamajce. Manželkou Johna Browna byla Maude Burkeová, prapravnučka slavné irské pirátky ze 16. století Gráine (Grace) O´Malleyové, zvané „královna moří z Connachtu“.[7] Když bylo v roce 1834 zrušeno v britských koloniích otroctví, získal rod Brownů od britské vlády další prostředky jako kompenzaci za ztrátu podnikání.[8] Lord Howe Peter Browne, markýz ze Sligo, který byl ve 30. letech 19. století generálním guvernérem Jamajky, se však velmi angažoval při osvobození otroků. Přezdívalo se mu proto Champion of the Slaves a na jeho počest je jedno město na Jamajce pojmenováno Sligoville.[9]
- Croagh Patrick – 764 metrů vysoká hora na jižním břehu zátoky Clew Bay, posvátné místo již od prehistorických dob. Významné křesťanské poutní místo, spojované s legendami o svatém Patrikovi.

## Čisté a upravené město
Westport získal v letech 2001, 2006 a 2008 první místo v soutěži Irish Tidy Towns Competition o nejčistší a nejlépe upravené irské město. V roce 2012 Westport zvítězil v anketě deníku The Irish Times jako nejlepší místo k životu v rámci Irské republiky.

## Fotogalerie

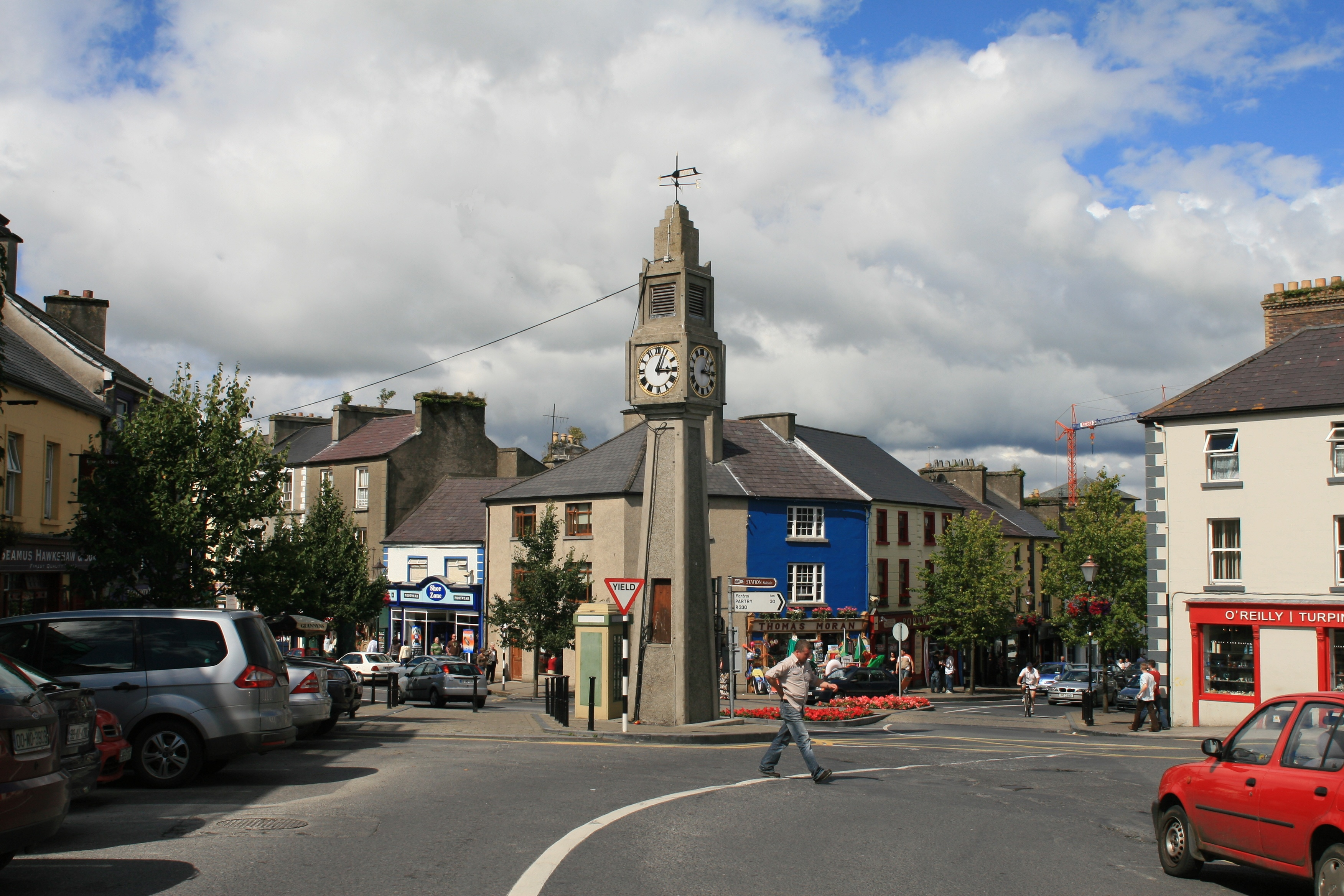
Věž s hodinami na konci Bridge Street
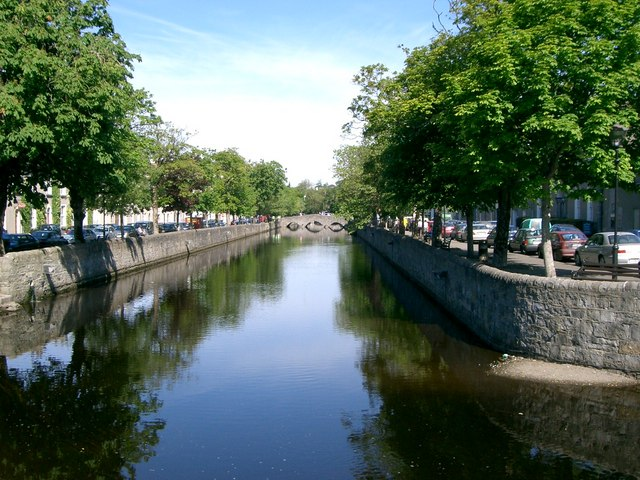
Nábřeží řeky Carrow Beg v centru města
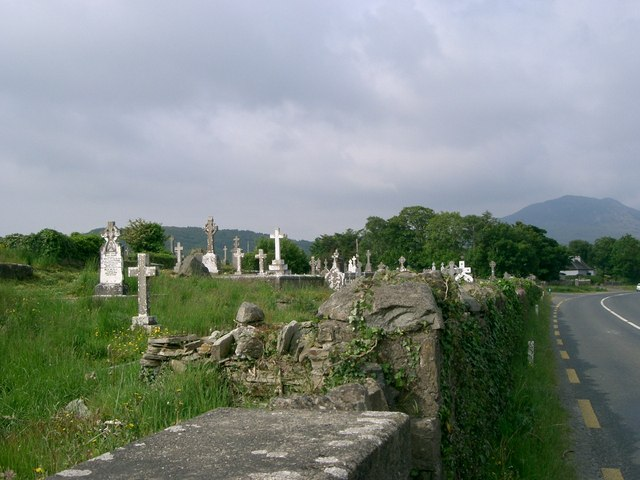
Starý hřbitov, v pozadí Croagh Patrick
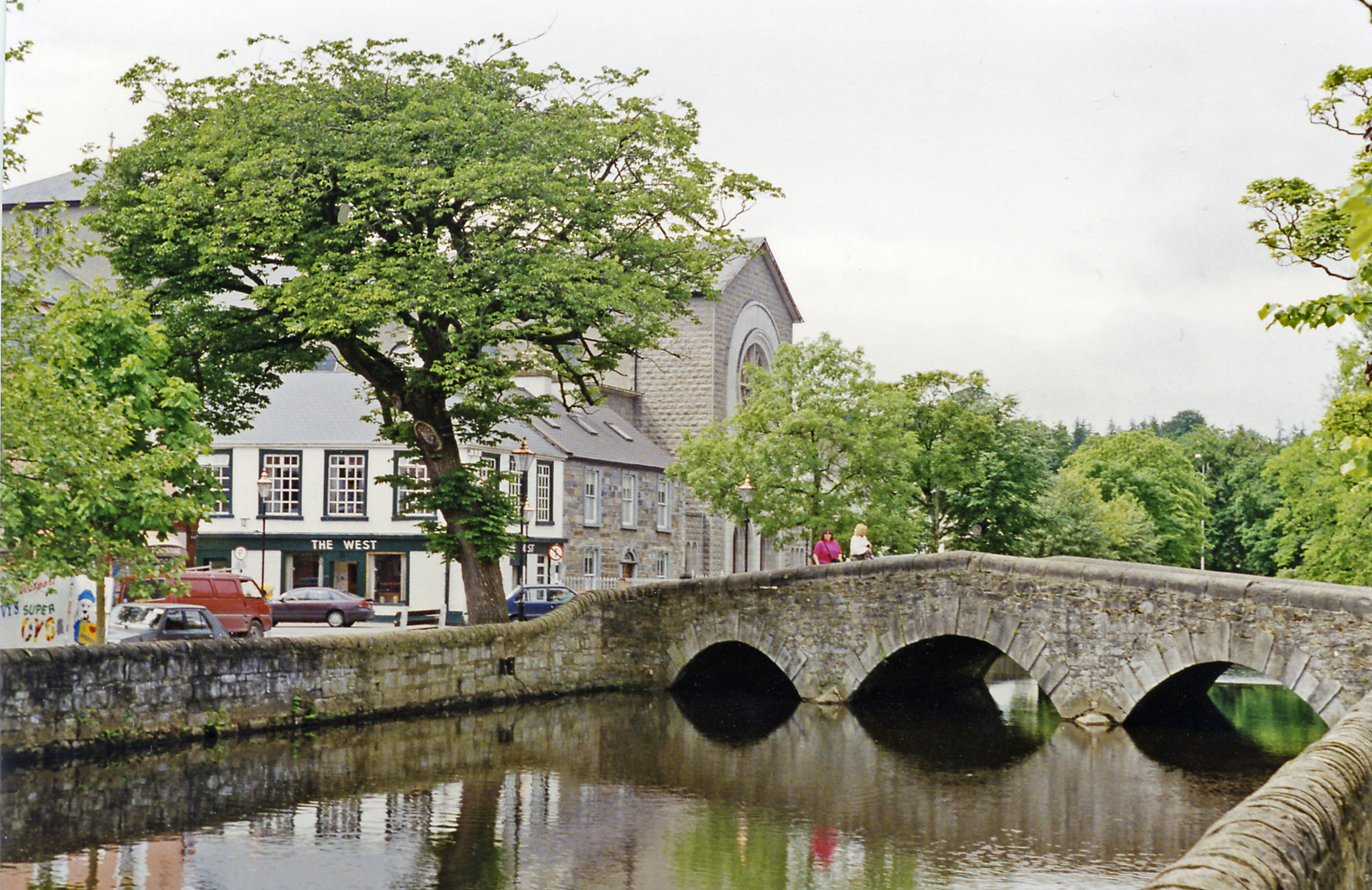
Most na začátku Bridge Street
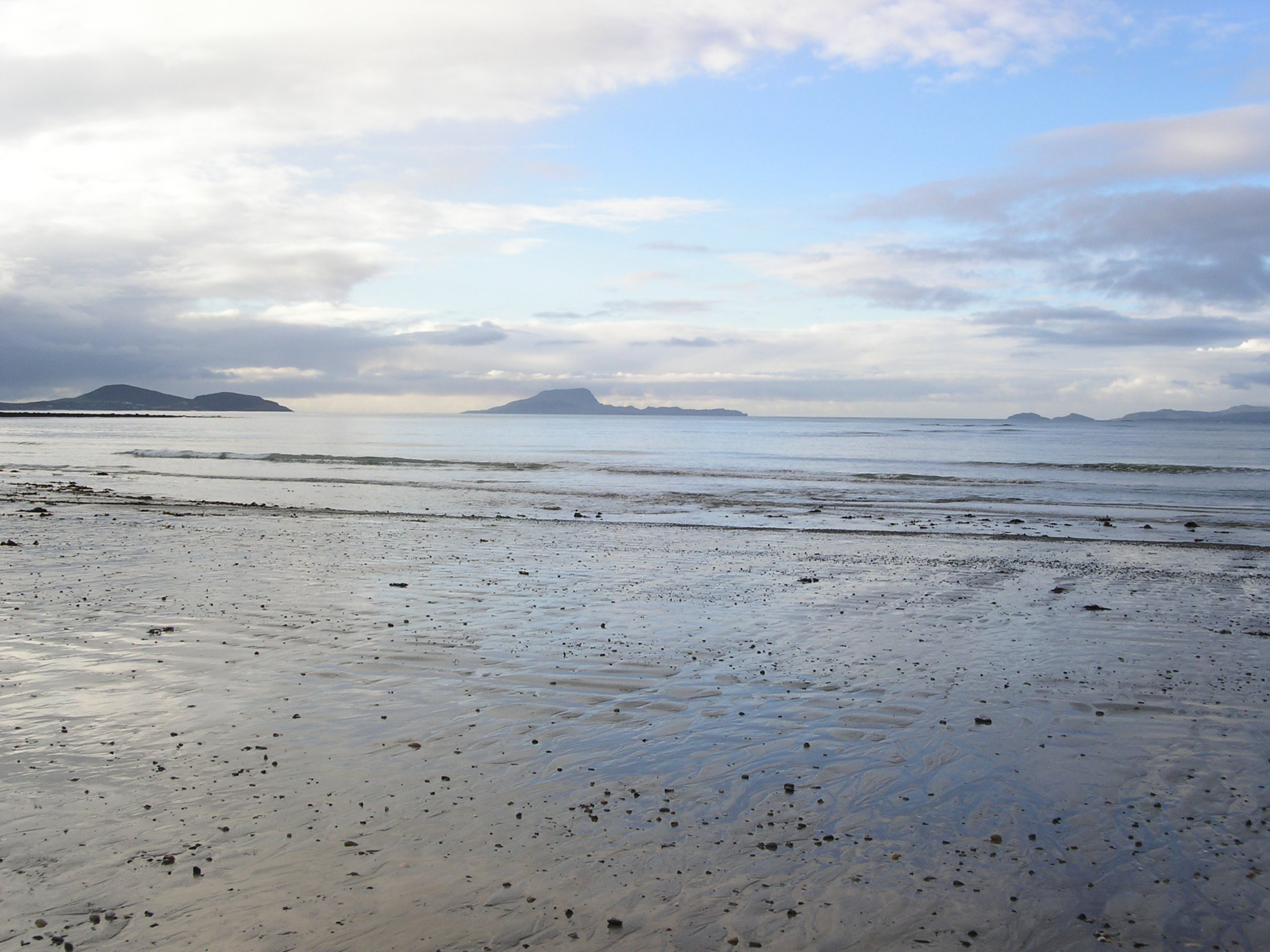
Zátoka Clew Bay, uprostřed Clare Island
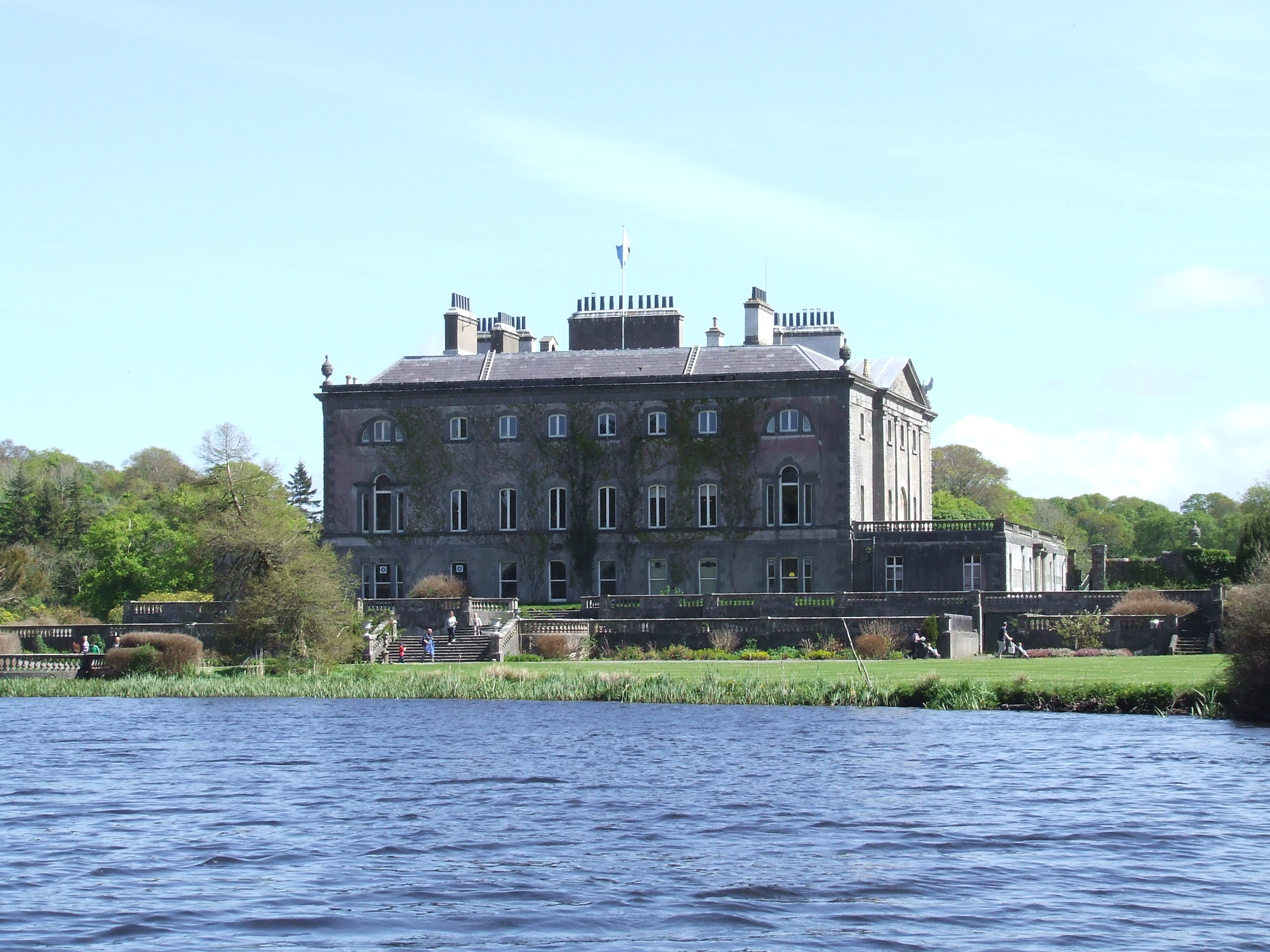
Zámecké sídlo Westport House s jezerem
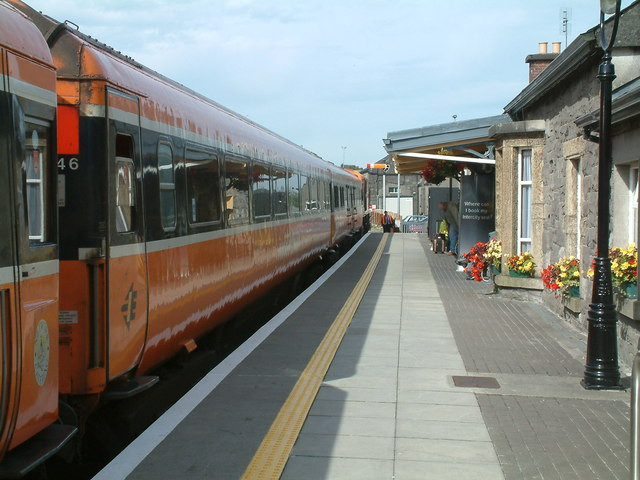
Konečná stanice na trati z Dublinu do Westportu
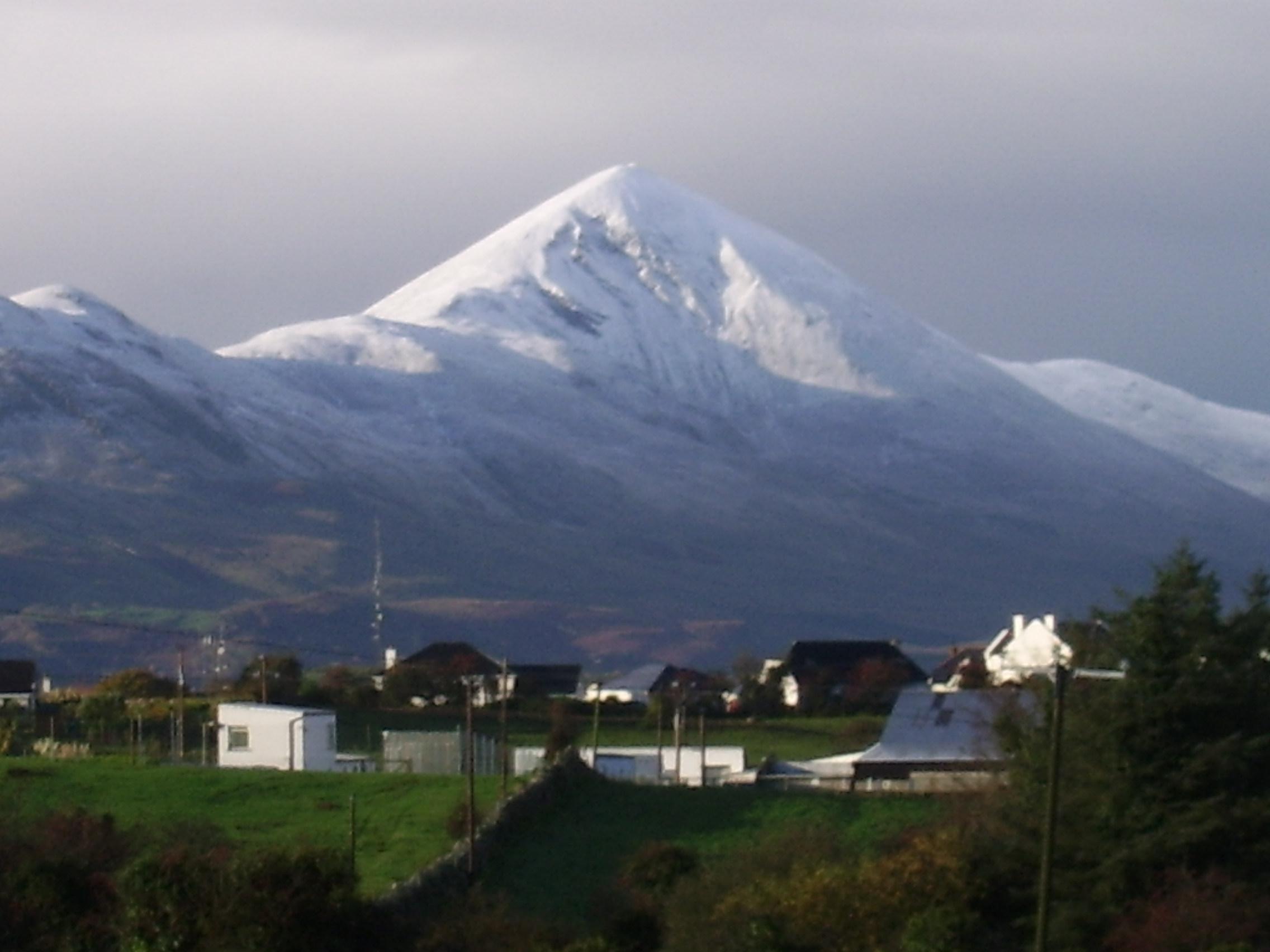
Masív Croagh Patricku pokrytý sněhem